# Bachmann-Museum Bremervörde

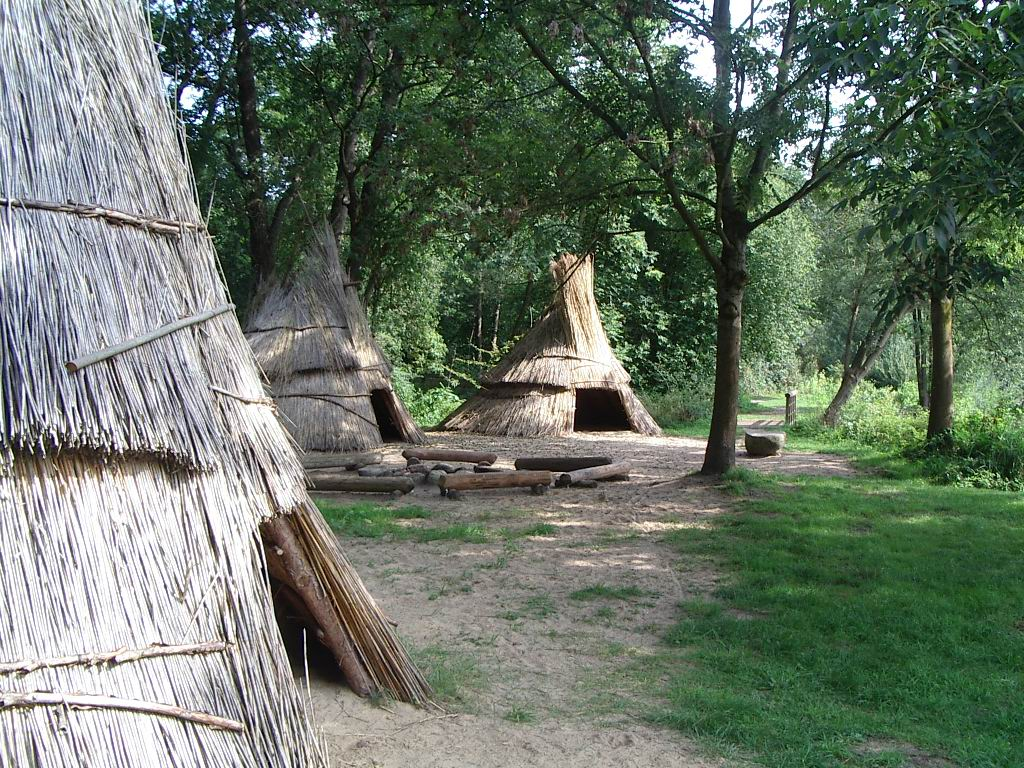
Hüttendorf am Auesee, 2006

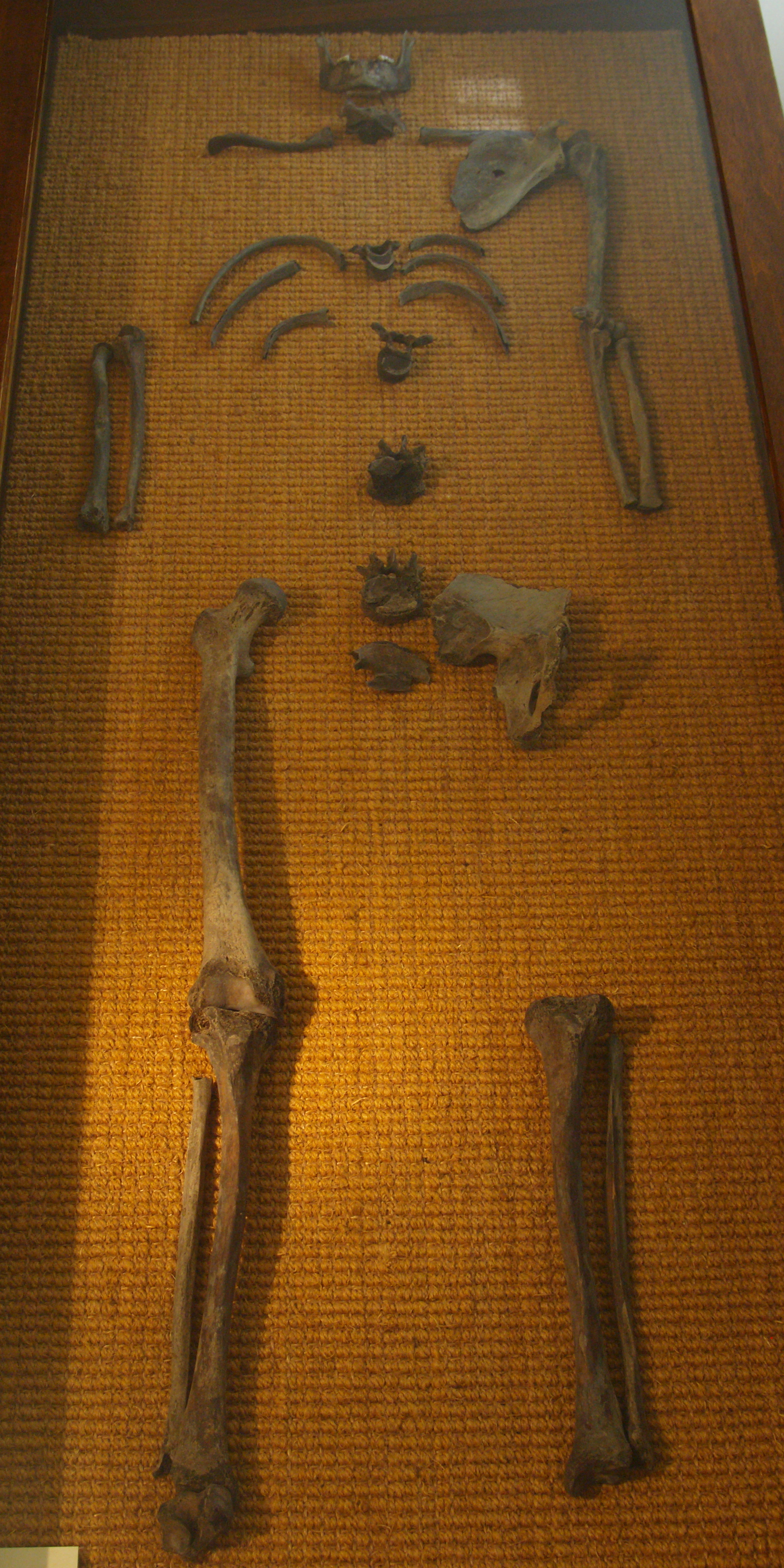
Die Bremervörder Moorleiche, Juli 2012

Das Bachmann-Museum in der nordwestdeutschen Stadt Bremervörde ist ein kombiniertes regionalgeschichtliches und naturhistorisches Museum und die größte museale Einrichtung im Landkreis Rotenburg (Wümme). Es hat seinen Sitz im ältesten Gebäude der Stadt, dem ehemaligen erzbischöflichen Kanzleigebäude, das zum Vorwerk des Schlosses Bremervörde gehörte. Zuvor wurden die Räumlichkeiten als Sitz der Landkreisverwaltung und bis 1991 parallel als Kreisarchiv genutzt.
Leiterin des Museums ist seit Oktober 2012 die Historikerin Ellen Horstrup. Sie löste den Geologen Ulrich Schliemann ab, der seit 2003 amtiert hatte.

## Beschreibung
Das Museum geht zurück auf den Heimatforscher August Bachmann (1893–1983), der sich bereits seit seiner Jugend mit der Erforschung der Region beschäftigte und Sammlungen zur Geologie, Archäologie, Geschichte und Volkskunde anlegte. 1929 öffnete er erstmals Teile seines Wohnhauses für eine öffentlich zugängliche Ausstellung. Nachdem die Sammlungen stetig umfangreicher wurden, stellte ihm der damalige Landkreis Bremervörde die heutigen Räumlichkeiten zur Verfügung, in denen das neue Museum im Oktober 1960 eröffnet wurde. Zunächst stand das Kreisheimatmuseum in der Trägerschaft des Landkreises. Zu Ehren seines Gründers erhielt es 1985 die Bezeichnung Bachmann-Museum. Im Jahr 2001 richtete Bachmanns Tochter Elfriede Bachmann gemeinsam mit dem Landkreis die Stiftung Bachmann-Museum Bremervörde ein. Deren Ziel ist es, das Museum und die Sammlung dauerhaft zu erhalten, zu erweitern sowie kulturell und wissenschaftlich zu erschließen.
Bis 1971 trug August Bachmann rund 11.000 Exponate allein für seine geologische Sammlung zusammen – darunter sowohl eigene Funde als auch Bestände verstorbener Privatsammler. Heutzutage verfügt das Museum über rund 80.000 Objekte aus den Fachbereichen Geologie, Zoologie, Botanik, Archäologie, Moorarchäologie, Volkskunde und Naturgeschichte. Dazu zählen Werkzeuge und Schmuckstücke seit der Steinzeit, Münzen, eiszeitliche Mammutknochen, Bohrkerne, kretazische Fossilien sowie Fundstücke aus dem tertiären Glimmerton, ferner unter anderem über 350 Gemälde und ein Herbarium mit einer 2500 Pflanzen umfassenden Weltflora. Mit diesen Sammlungen ermöglicht das Bachmann-Museum Bremervörde einen umfassenden Einblick in die historische, kulturgeschichtliche und landschaftsgeschichtliche Entwicklung des Elbe-Weser-Dreiecks.
Zu den wichtigsten und bekanntesten der etwa 800 ausgestellten Exponate zählen die 1934 gefundene Bremervörder Moorleiche, ein bronzezeitliches Schwert aus Alfstedt, Halsringe der gleichen Periode aus Klein Meckelsen (Ortsteil Marschhorst), das 1942 geborgene endneolithische Scheibenrad von Gnarrenburg (Ortsteil Karlshöfen) sowie zwei 12 Millionen Jahre alte Zahnwalskelette aus einer Tongrube in Lengenbostel (Ortsteil Freetz). Darüber hinaus existiert seit 2004 am Auesee, wenige hundert Meter vom Museum entfernt und zu diesem gehörend, das sogenannte „Steinzeitdorf“. In mehreren nach Ausgrabungsbefunden rekonstruierten Hütten der Mittelsteinzeit kann das Leben der steinzeitlichen Jäger und Sammler nacherlebt werden. Das Dorf ist zentraler Bestandteil des museumspädagogischen Angebotes und wird häufig als außerschulischer Lernort genutzt. Im Jahr 2015 wurde es unter Anleitung des Experimentalarchäologen Harm Paulsen und des Wildnispädagogen Stefan Brocke modernisiert sowie aktuellen pädagogischen Bedürfnissen und wissenschaftlichen Erkenntnissen angepasst.